# Mantegna Tarocchi

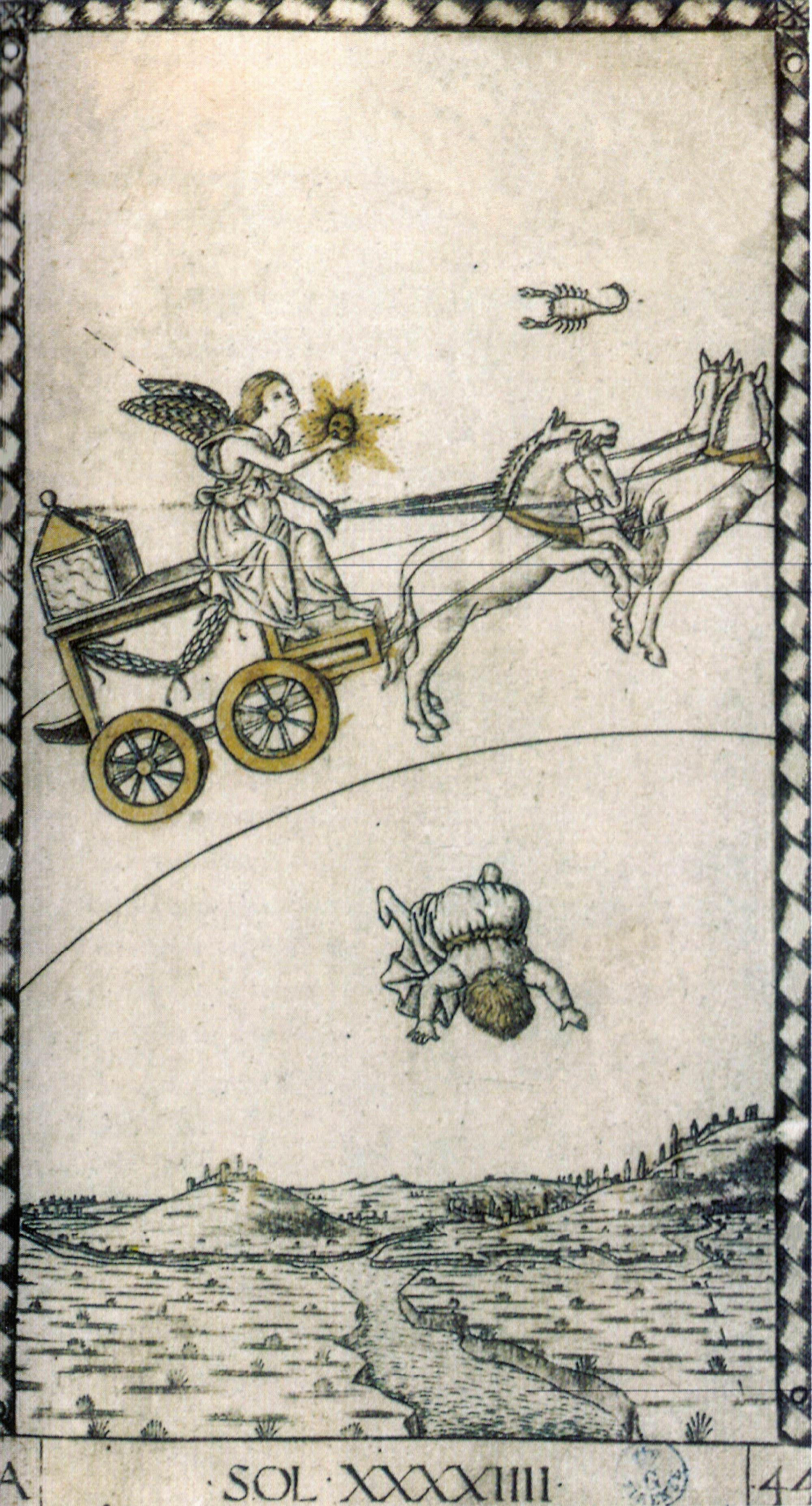
Kupferstich Nr. 44: Sol (die Sonne) aus der E-Serie

Die Mantegna Tarocchi (italienisch) sind 50 Kupferstiche des 15. Jahrhunderts, die in verschiedenen Bearbeitungen überliefert sind. Andrea Mantegna wird nach Ansicht von Kunstexperten fälschlicherweise als Graveur genannt, auch der Ausdruck Tarocchi (= Tarot) ist unzutreffend, da es sich trotz Ähnlichkeiten einzelner Motive nicht um ein Tarotspiel handelt.
Die E-Serie wird als die ursprüngliche Version angesehen, der genaue Zeitpunkt der Entstehung wird debattiert, wobei meist 1465–1475 vorgeschlagen wird. Der Ursprungsort ist offensichtlich italienisch, meist wird Ferrara angenommen, die eingravierten Bildtitel sind in venezianischem Dialekt wiedergegeben. Die Bilderfolge teilt sich in 5 Gruppen mit jeweils 10 Darstellungen:
- E (1–10): Hierarchie der Menschen vom Bettler bis zum Kaiser und Papst
- D (11–20): 9 Musen und Apollo
- C (21–30): 7 artes liberales und drei grundlegende Wissenschaften, Philosophie, Astrologie und Theologie
- B (31–40): 3 Genien des Lichts und des Kosmos und 7 Tugenden
- A (41–50): 7 Planeten und eine 8. Sphäre, Prima Mobile und Prima Causa (Erste Ursache, Gott)

Die gesamte Gruppe wird als Himmelsleiter interpretiert und als humanistisches Modell des Renaissance-Kosmos. Der E-Serie folgte die so genannte S-Serie (der Buchstabe „E“ wurde durch „S“ vertauscht), dann Bearbeitungen durch deutsche Künstler. Michael Wolgemut, der Lehrer Dürers, versuchte vergeblich mit Holzschnitten der Motive ein Buchprojekt zu gestalten, Albrecht Dürer selbst zeichnete eine unvollständige Serie während seiner Italienaufenthalte. Der Kölner Stecher Ladenspelder produzierte ca. 1550 eine vollständige Version. Die gesamte Serie war überaus populär und es haben sich eine große Anzahl früher Stiche erhalten, Einflüsse auf die damals sehr begehrten Einzelmotive (Tugenden, septem artes liberales etc.), die in vielen Varianten produziert wurden, sind sehr wahrscheinlich.

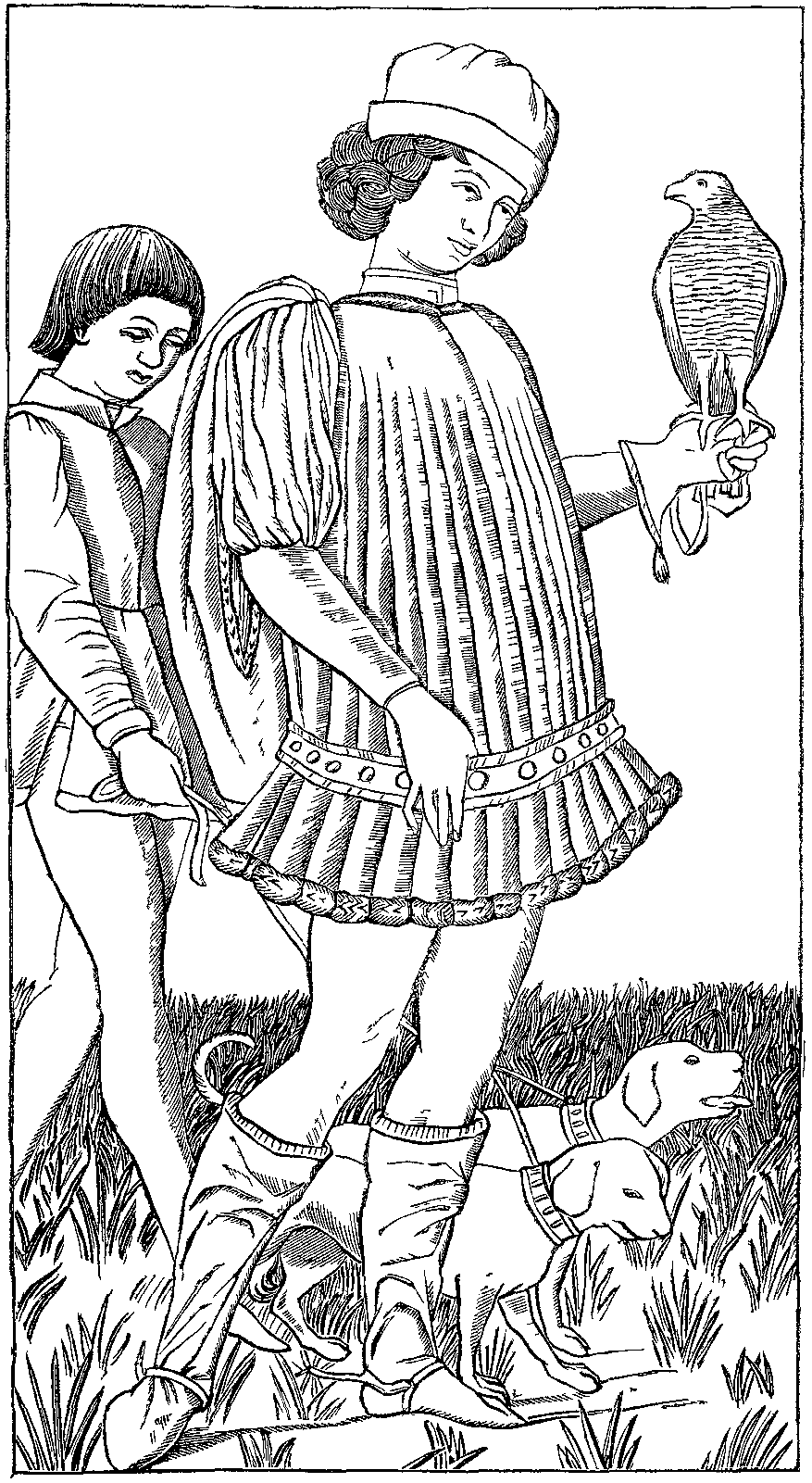
Karte Nr. 5, Zintilomo (Edelmann)
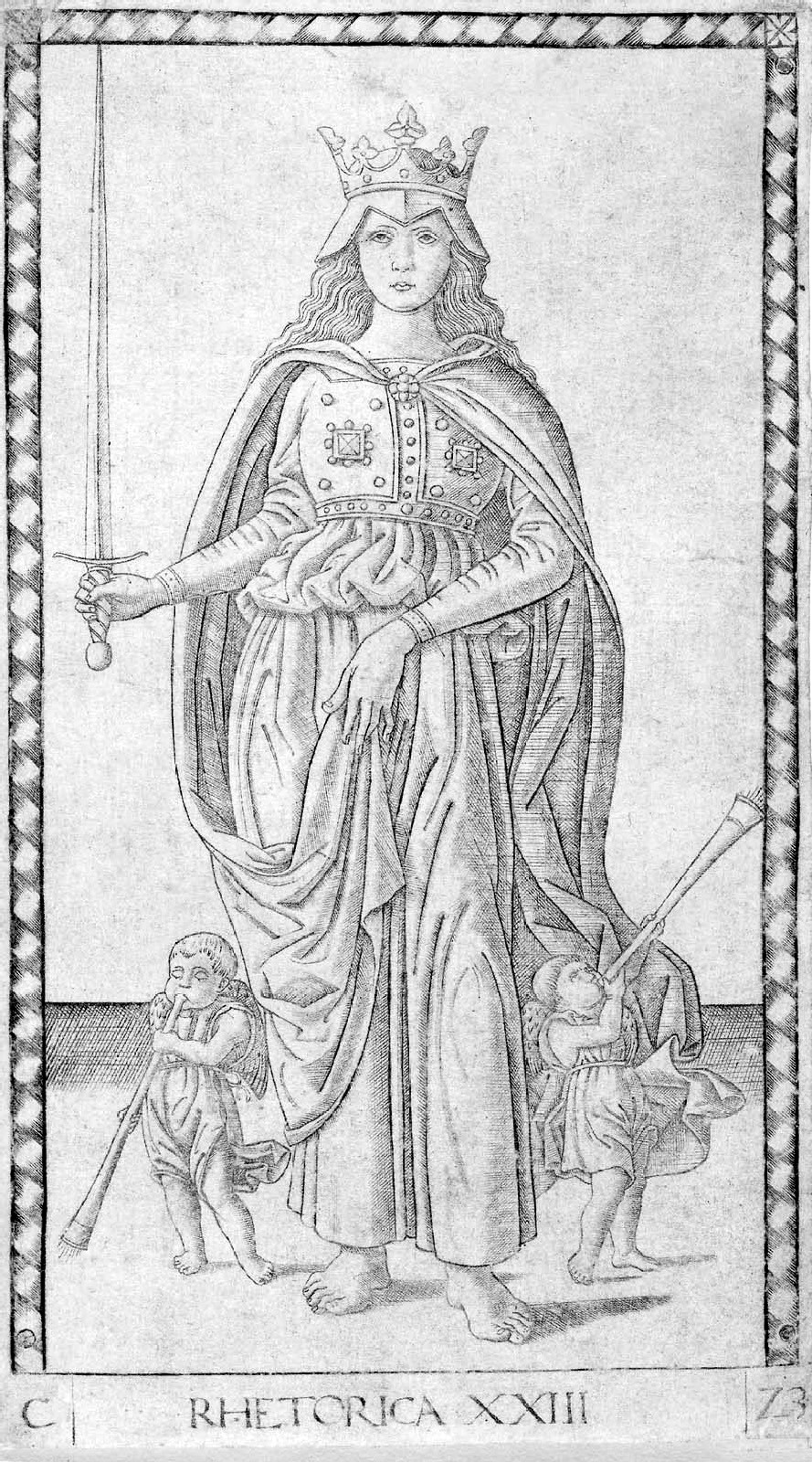
Karte Nr. 23, Rhetorica (Redekunst)
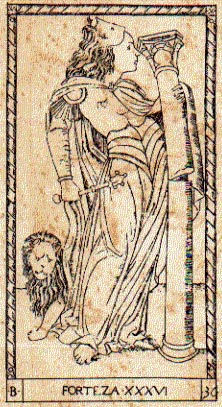
Karte Nr. 36, Forteza (Tapferkeit)
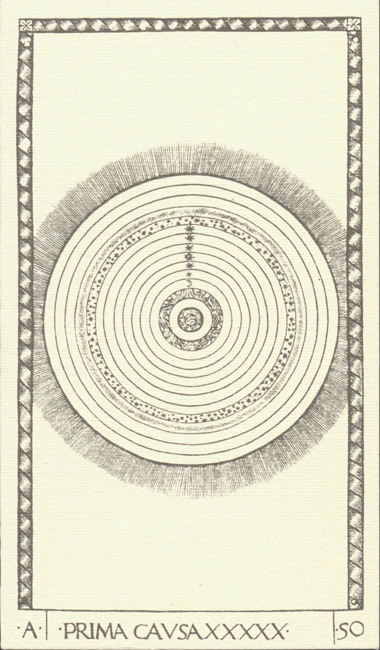
Karte Nr. 50, Prima Causa (Erste Ursache)